# Кампани (Бихор)
Кампани (рум. Câmpani) насеље је у Румунији у округу Бихор у општини Кампани. Oпштина се налази на надморској висини од 321 m.

## Становништво
Према подацима из 2011. године у насељу је живело 1007 становника.